# Piedras rúnicas sobre Grecia
Las piedras rúnicas sobre Grecia (en sueco: Greklandsstenarna) son unas 30 piedras rúnicas que contienen información sobre viajes que realizaron los escandinavos al imperio Bizantino. Se produjeron durante la época vikinga, hasta 1100, y están grabadas en nórdico antiguo con runas del alfabeto futhark joven. Todas las piedras se encuentran en el actual territorio sueco, la mayoría en Uppland (18 estelas) y Södermanland (7 estelas). La mayoría se erigieron en memoria de miembros de la guardia varega que nunca regresaron a sus hogares, aunque algunas inscripciones mencionan a hombres que volvieron sanos y salvos, y una piedra en Ed se grabó por orden de un antiguo oficial de la guardia.
En las piedras la palabra Grikkland ("Grecia") aparece en tres inscripciones, U 112, U 374, U 540, la palabra Grikk(j)ar ("griegos") aparece en 25 inscripciones, utilizan el apelativo grikkfari ("viajero a Grecia") y otra menciona la palabra Grikkhafnir ("puertos griegos"). En todas las piedras rúnicas que hacen referencia a expediciones al extranjero, este grupo de piedras sólo es comparable al de las expediciones a Inglaterra, denominado piedras rúnicas inglesas.
El tamaño de las piedras varía desde la pequeña piedra de afilar de Timans, que mide 8,5 x 4,5 cm x 3,3 cm, hasta la roca de Ed que tiene una circunferencia de unos 18 metros. La mayoría de ellas está adornada en los diversos estilos decorativos que se usaron durante el siglo XI, especialmente en los estilos estilo Ringerike (ocho o nueve piedras)) y el estilo Urnes (ocho piedras).
Las primeras fueron encontradas por Johannes Bureus en el siglo XVI, y muchas siguieron siendo identificadas durante la investigación de monumentos históricos de finales del siglo XVII. Muchas fueron documentadas por Richard Dybeck en el siglo XIX. La última de ellas en ser encontrada fue  Sö Fv1954;20 en Nolinge, cerca de Estocolmo, en 1952.

## Contexto histórico
Los escandinavos sirvieron como mercenarios en los ejércitos romanos siglos antes de la época vikinga, aunque hubo más contactos entre Escandinavia y Bizancio, la época de realización de las piedras, que en ninguna otra época anterior. Los barcos vikingos procedentes de Suecia eran comunes en el mar Negro, en el mar Egeo en el mar de Mármara y en todo el Mediterráneo. Grecia era la cuna de la Guardia varega, el cuerpo de élite de las tropas del emperador bizantino, siendo la mayoría de los miembros de la guardia varega hasta la dinastía Comneno, a finales del siglo XI, de la tribu de los suiones. El emperador Alexios Angelos mandó en 1195 emisarios a Dinamarca, Noruega y Suecia para reclutar 1000 guerreros de cada país. Desde su creación a finales del siglo X, la guardia, que estaba estacionada en Constantinopla, a la que los escandinavos denominaban Miklagarðr (la gran ciudad), atraía a jóvenes en busca de fortuna.

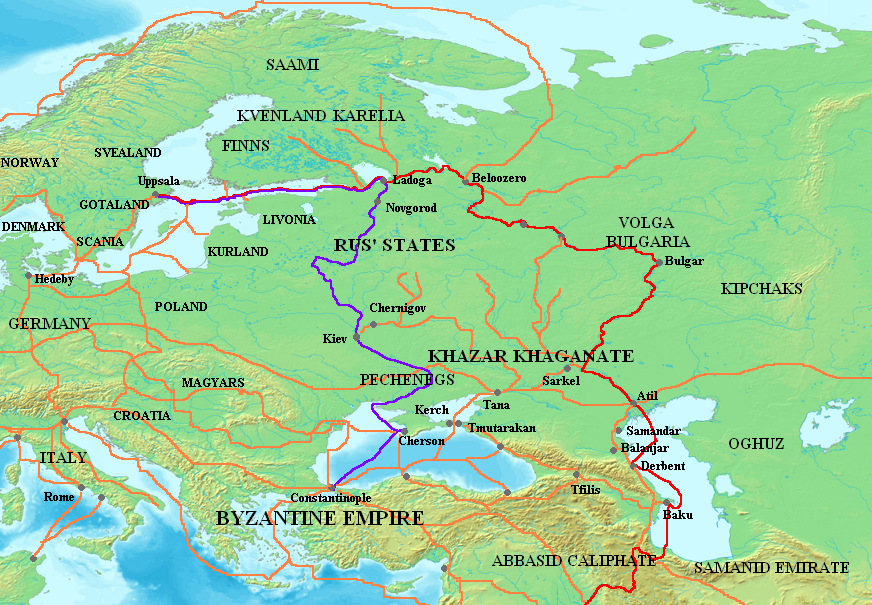
Mapa de las principales rutas vikingas hacia el este.

El gran número de hombres que partieron hacia el imperio bizantino quedó plasmado en el hecho de que las leyes escandinavas medievales contienen referencias a los viajes a Grecia anteriores a la época vikinga. La versión más antigua del Västgötalagen, que fue escrito por Eskil Magnusson, lagman de Västergötland entre 1219 y 1225, dice que «ningún hombre recibirá una herencia (en Suecia) mientras habite en Grecia.» La última versión, que está escrita entre 1250 y 1300, añade «nadie puede heredar de tal persona aunque sea un heredero vivo cuando él se haya ido.» Además el antiguo código noruego del Gulating contiene una ley similar: «pero si (un hombre) se va a Grecia, entonces el siguiente en la línea es quien heredará la propiedad.»

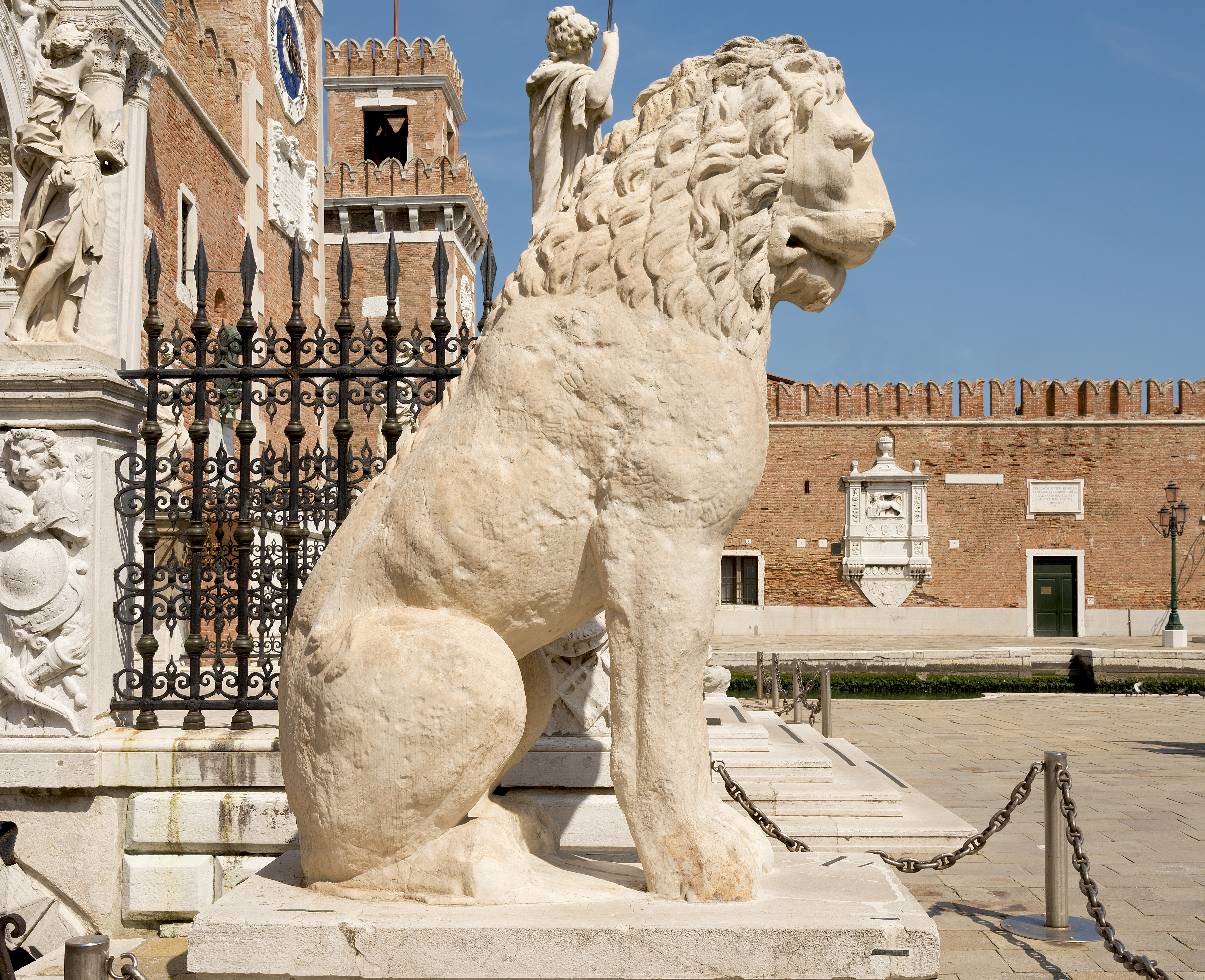
El León del Pireo, actualmente en Venecia, tiene una inscripción rúnica.

Se han descubierto unas 3.000 piedras rúnicas de la época vikinga en Escandinavia, de las cuales unas 2.700 se erigieron en lo que actualmente es Suecia. La mayoría, 1.277,  en la provincia de Uppland. La época vikinga coincide con la cristianización de Escandinavia, y en muchos distritos alrededor de la mitad de las piedras tienen evidencias de cristianismo. En Uppland aproximadamente el 70% de las inscripciones son explícitamente cristianas, por tener grabadas cruces u oraciones cristianas. La tradición de las piedras rúnicas probablemente fue desapareciendo antes de 1100, siendo las últimas de alrededor de 1125.
Entre el 9,1–10% de las piedras de la época vikinga fueron erigidas en memoria de gente que viajaron al extranjero, y entre ellas las piedras que mencionan Grecia constituyen el grupo mayor. Además hay un grupo de tres o cuatro estelas que conmemoran a hombres que estuvieron en el sur de Italia, que probablemente también serían miembros de la guardia varega. Los únicos grupos de piedras comparables en número son las que mencionan Inglaterra, seguidas por las 26 piedras rúnicas de Ingvar erigidas en honor de la expedición de Ingvar a Persia.
La mayoría de las piedras rúnicas sobre Grecia están en Uppland, que era el área más común para empezar el viaje hasta Grecia, y además era la región de donde procedía la mayoría de los Rus'. Aunque la mayoría de las piedras estén en Uppland Södermanland no significa que estas regiones tuviera mayor presencia en la guardia varega, sino que allí la tradición de erigir piedras era mayor y tienen la mayor concentración de ellas.
No todos los que son conmemorados en las piedras rúnicas sobre Grecia fueron necesariamente miembros de la guardia varega, algunos pudieron ir como comerciantes o murieron mientras hacían peregrinaje a Tierra Santa. El peligro que tales viajes podían ocasionar se testimonia en una piedra que una mujer erigió en su propia memoria antes de partir en peregrinaje hacia Jerusalén: «Ingirún Harðardóttir mandó grabar las runas para sí misma, ella irá al este y más allá a Jerusalén. Fótr grabó las runas.» Aunque es cierto que, a pesar de que existieran otros motivos, enrolarse en la guardia varega era el principal para aquellos escandinavos que murieron allí. Además algunas piedras hablan de hombres que regresaron con la salud incrementada, y una inscripción de la roca de Ed fue encargada por un antiguo capitán de la guardia, Ragnvaldr.

### Propósito

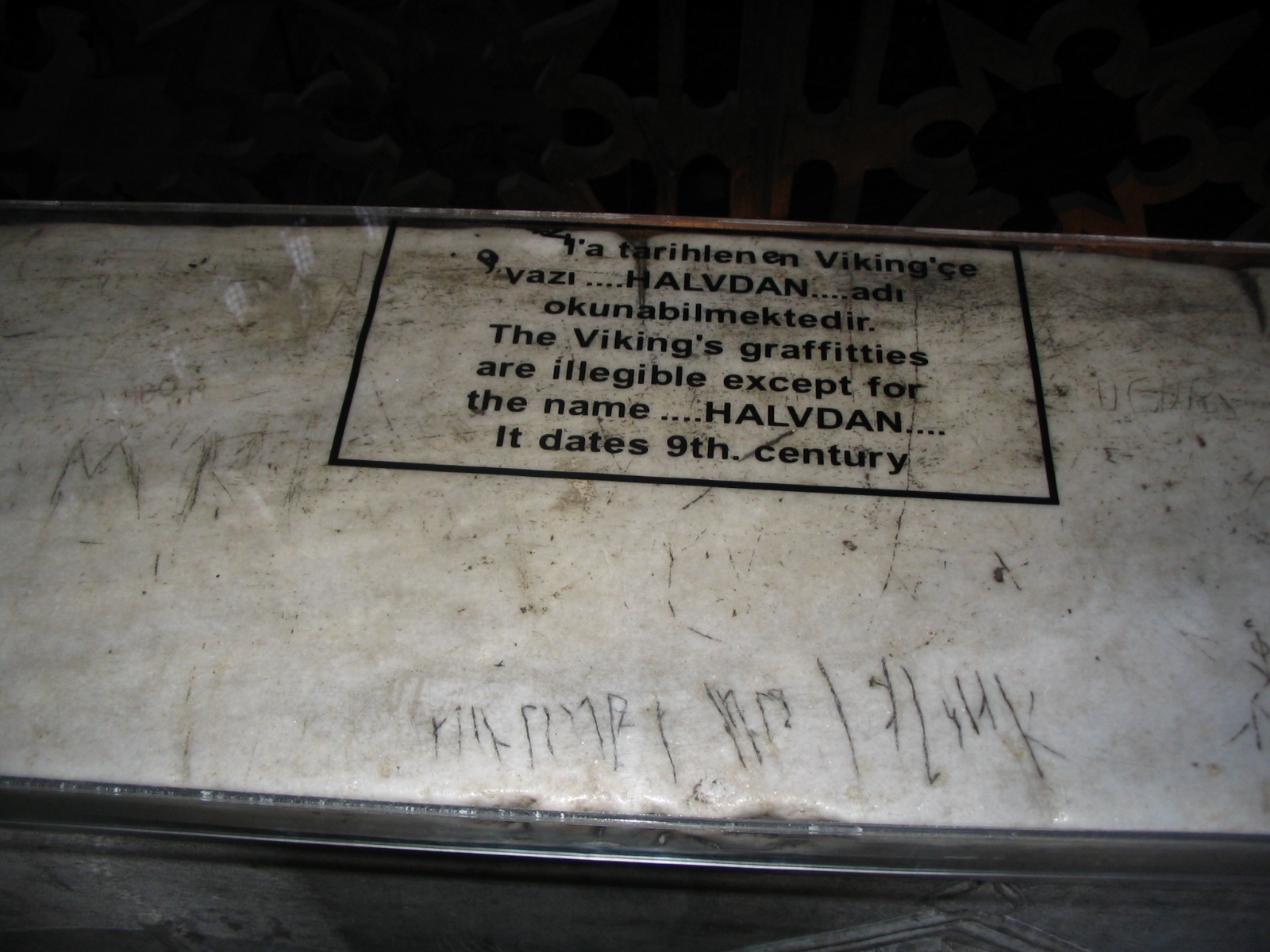
Grafiti rúnico en Santa Sofía.

Las razones para erigir piedras rúnicas es objeto de debate, pero se barajan temas de herencia, estatus y homenaje a los muertos. Muchas piedras rúnicas mencionan explícitamente herencias, la piedra de Ulunda y la piedra de Hansta, pero la inmensa mayoría de las piedras sólo mencionan a quién las mandó erigir y en memoria de quién.
Un punto de vista mantenido por expertos como Erik Moltke y Sven B. F. Jansson es que las piedras rúnicas fueron principalmente el resultado de las expediciones vikingas que partían de Escandinavia, cintando a Jansson (1987):

Cuando las grandes expediciones se acabaron, las viejas rutas de comercio se cerraron y los barcos vikingos ya no se preparaban cada primavera para viajar al este o al oeste, también dejó de grabarse en piedra o erigir estelas rúnicas en un sentido más adecuado de los términos. Pueden ser denominados monumentos de los viajes vikingos, y los lectores sensibles pueden captar en muchas de las inscripciones el amor de los vikingos por la aventura y disfrutar de las bulliciosas hazañas.

Por otra parte Sawyer reacciona en contra de este punto de vista común y comenta que la mayoría de las piedras rúnicas se erigieron en memoria de gente de la que no se menciona que viajaran al extranjero. Argumenta que pocos hombres que fueron al exterior fueron honrados con monumentos y que la razón es que las piedras se erigían principalmente por asuntos domésticos, tales como las herencias. Tales preocupaciones habrían hecho erigir una estela cuando una familia sabía que el pariente no retornaría del extranjero.

## Convenciones
A continuación se presentan las piedras rúnicas sobre Grecia de acuerdo la información reunida en el proyecto Rundata, organizada según su localización. La transliteración de las inscripciones rúnicas, su transcripción del nórdico antiguo estándar, están en nórdico antiguo oriental, el dialecto sueco y danés, para facilitar la comparación de las inscripciones, mientras que la traducción española, que procede de la inglesa que proporciona el proyecto Rundata, da los nombres en nórdico antiguo occidental, el dialecto noruego e islandés.

### Transliteración y transcripción
Existe una tradición bastante antigua de transliterar las runas a caracteres latinos en negrita y transcribir el texto al nórdico estándar en cursiva. Se realiza esta práctica para diferenciar los textos con los distintos procesos. Al no mostrar solo la inscripción original, sino también la transliteración, la transcripción y la traducción los expertos presentan el análisis de forma que el lector pueda seguir el proceso de interpretación de las runas. Cada paso presenta dificultades, pero la mayoría de las inscripciones del futhark joven son fáciles de interpretar.
En las transliteraciones *, :, ×, ' y + representan separaciones entre separaciones comunes entre palabras, mientras que ÷ representa separaciones no habituales. Los paréntesis, ( ), representan runas dañadas que no pueden identificarse con certeza, y los corchetes, [ ], representan secuencias de runas que han desaparecido, pero que pueden identificarse por las descripciones o dibujos de los historiadores antes de que se perdieran. Un guion corto, -, indica que hay una runa que no puede ser identificada. Los puntos suspensivos, ..., muestran que se supone que había algunas runas en esa posición, pero que han desaparecido. Dos barras, | |, dividen un signo rúnico en dos letras latinas, que los grabadores a menudo ligaban runas consecutivas. §P y §Q indican dos posibles lecturas de una inscripción, mientras que §A, §B y §C indican que la inscripción está dividida en partes que pueden aparecer en distintos lados de la piedra.
Las comillas simples, < >, indican que hay una secuencia de runas que no se puede interpretar con certeza. Otros signos especiales son las letras þ y ð. La primera de ellas es la letra thorn que representa al sonido fricativo dental sordo, como la z española. La segunda letra es ed que representa a la consonante fricativa dental sonora como la th del inglés «the». El signo R representa a la runa  yr, y el ô es igual que el diacrítico islandés, ǫ.

### Nomenclatura
Cada inscripción rúnica tiene un código de identificación que se usa en la literatura especializada para referirse a esa inscripción. El código consta de varias partes, de las cuales solo son obligatorias las dos primeras. La primera parte consiste en una o dos letras que indican la región o el país donde apareció la inscripción, por ejemplo, U para Uppland, Sö para Södermanland y DR para Dinamarca. La segunda parte es el número de orden en que apareció la inscripción en una publicación nacional oficial (normalmente en Sveriges runinskrifter). Así U 73 significa que la piedra es la 73.ª inscripción de Uppland que se registró en Sveriges runinskrifter. Si la inscripción se ha documentado posteriormente a su publicación oficial, se numera según la publicación que la describió por primera vez, por ejemplo, Sö Fv1954;20, donde Sö representa a Södermanland, Fv alude a la publicación anual Fornvännen, 1954 es el año del número de Fornvännen y 20 es la página del ejemplar.

## Uppland
Hay 18 piedras rúnicas en Uppland que relatan hechos acerca de hombres viajaron a Grecia, la mayoría de los cuales murieron allí.

### U 73
La piedra U 73 probablemente fue erigida para explicar el orden hereditario de dos hombres que murieron como varegos. Es del Pr3 que pertenece al más amplio estilo Urnes. La piedra, que es de granito grisáceo, mide 2 m de alto y 1,2 m de ancho. Se erigió en una ladera a unos 100 m al norte de la granja Hägerstalund, anteriormente Hansta(lund). La estela fue descubierta por Johan Peringskiöld durante la búsqueda nacional de monumentos históricos de finales del siglo XVII. La piedra comparte mensaje con U 72, junto con la cual formaban un monumento, pero U 72 fue trasladada a Skansen en 1896. Esta última piedra cuenta que «estas piedras» fueran erigidas por Gerðarr y Jörundr en memoria de Ernmundr y Ingimundr. Consecuentemente, la frase de U 73 «los hijos de Inga» y «ellos murieron en Grecia» se refieren a Ernmundr y Ingimundr. Ernmundr y Ingimundr habían heredado de su padre, pero partieron hacia el imperio bizantino y murieron perteneciendo a la guardia varega. Como no tenían hijos su madre Inga heredó su propiedad, y cuando ella murió, sus hermanos Gerðarr y Jörundr heredaron de ella. Estos dos hermanos entonces erigieron el monumento en honor de sus sobrinos, que probablemente se habrían distinguido en su labor en el sur. Aunque también puede ser en gratitud por las riquezas ganadas por los sobrinos en el extranjero. Al mismo tiempo, la estela documenta como la propiedad pasó de un clan a otro. Sawyer (2000), por otro lado sugiere que como las inscripciones no mencionan quien las encargó, el único posible reclamante de la fortuna, quien podría haberlas encargado fue la iglesia. Se atribuye la grabación a Visäte.
Transliteración latina:
' þisun ' merki ' iru ' gar ' eftR ' suni ' ikur ' hon kam ' þeira × at arfi ' in þeir × brþr * kamu hnaa : at ' arfi × kiaþar b'reþr ' þir to i kirikium
Transcripción al nórdico antiguo:
Þessun mærki æRu gar æftiR syni InguR. Hon kvam þæiRa at arfi, en þæiR brøðr kvamu hænnaR at arfi, Gærðarr brøðr. ÞæiR dou i Grikkium.
Traducción:
"Estos monumentos fueron hechos en memoria de los hijos de Inga. Ella heredó de ellos, pero estos hermanos—Gerðarr y sus hermanos—heredaron de ella. Ellos murieron en Grecia."

### U 104
La piedra rúnica U 104 está realizada en arenisca roja y mide 1,35 m de altura y 1,15 m de ancho. Fue documentada por primera vez por Johannes Bureus en 1594. Fue donada junto con otra piedra al Museo Ashmolean en Oxford en 1687 por una petición de Jaime II de Inglaterra al rey Carlos XI de Suecia solicitando dos piedras rúnicas para la colección de la Universidad de Oxford. Su decoración pertenece al estilo estilo Pr5. Fue erigida por un tal Þorsteinn en memoria de su padre Sveinn y su hermano Þórir, ambos habían ido a Grecia, y finalmente en memoria de su madre. La piedra está firmada por el maestro grabador Öpir, cuya escritura destaca por el heterodoxo uso de la runa haglaz (ᚼ), en la palabra «hut» (fuera) normalmente út en el nórdico antiguo. Este inusual uso del fonema /h/ es un rasgo dialectal que ha sobrevivido en el habla de Roslagen del sueco actual, una de las regiones donde se encuentra la obra Öpir.
Transliteración latina:
' þorstin ' lit × kera ' merki ' ftiR ' suin ' faþur ' sin ' uk ' ftiR ' þori ' (b)roþur ' sin ' þiR ' huaru ' hut ' til ' k--ika ' (u)(k) ' iftiR ' inkiþuru ' moþur ' sin ' ybiR risti '
Transcripción al nórdico antiguo:
Þorstæinn let gæra mærki æftiR Svæin, faður sinn, ok æftiR Þori, broður sinn, þæiR vaRu ut til G[r]ikkia, ok æftiR Ingiþoru, moður sina. ØpiR risti.
Traducción:
"Þorsteinn encargó hacer el monumento en memoria de Sveinn, su padre, y en memoria de Þórir, su hermano. Ellos estuvieron en el extranjero en Grecia. Y en memoria de Ingiþóra, su madre. Œpir lo grabó."

### U 112

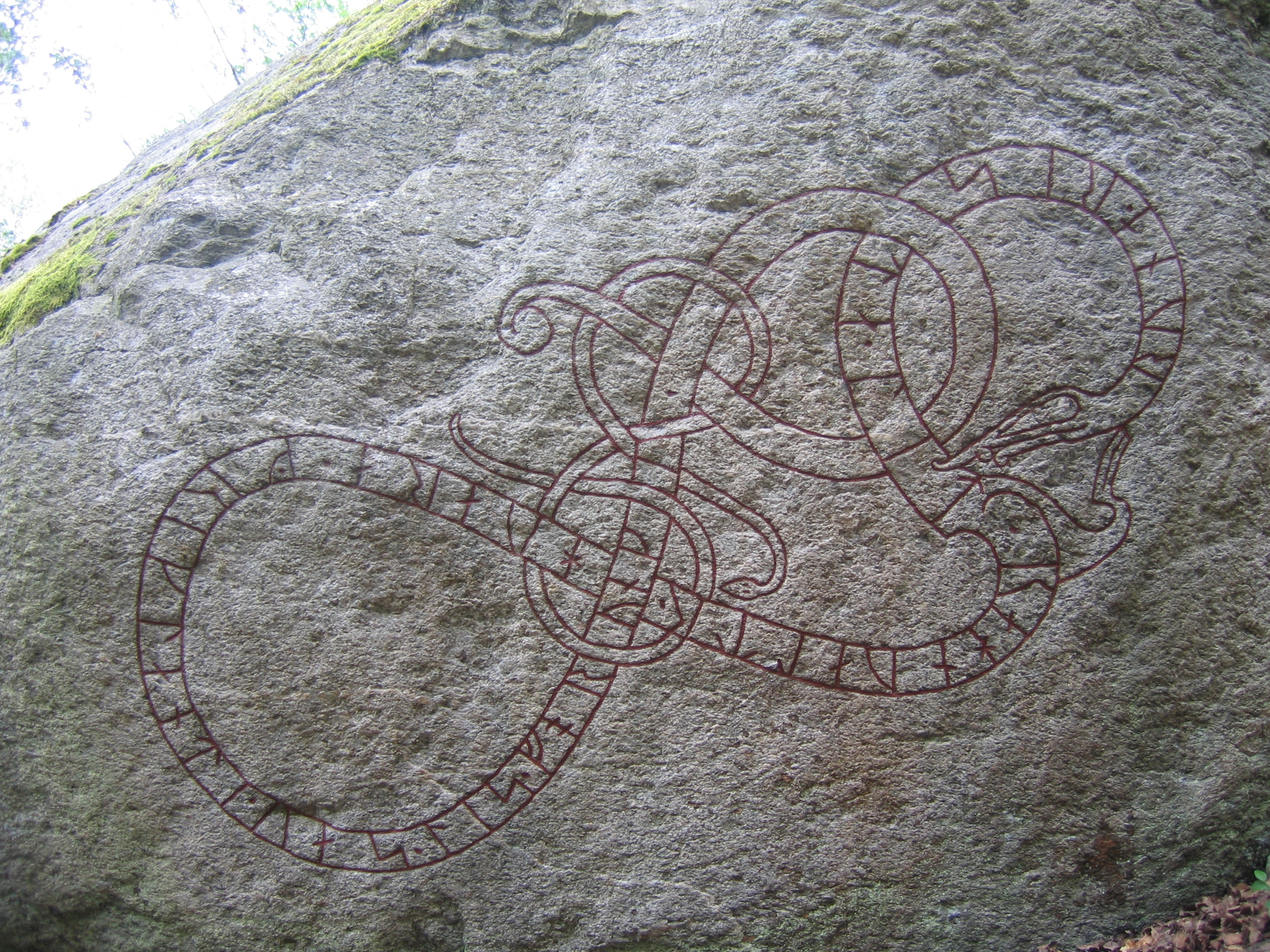
Cara B de la roca U 112.

La piedra rúnica U 112 es una gran roca circular de unos 18 m de diámetro, situada junto al sendero de un bosque llamado Kyrkstigen ("sendero de la iglesia") en Ed. Es conocida por los expertos desde la primera expedición runológica de Johannes Bureus en 1594. Data de mediados del siglo XI.
La roca tiene dos inscripciones rúnicas en sus dos caras, referidos como U 112 A y B. La importancia lingüística de estas inscripciones radican en el uso de la runa haglaz (ᚼ) representando a la consonante aproximante velar /ɣ/ (como en Ragnvaldr), algo que se hizo común poco después de la época vikinga. Las inscripciones además tienen runas punteadas, y la runas ansuz (ᚬ) se usa para el fonema /o/.
La decoración es del estilo Pr4, y fue encargada por un antiguo capitán de la guardia varega llamado Ragnvaldr en memoria de su madre y también en su propio honor. Pocos podían alardear de haber retornado a casa con el honor de haber sido capitanes de la guardia varega. Además el nombre Ragnvaldr muestra que pertenecía al escalafón más alto de la antigua sociedad nórdica, y que posiblemente sería pariente de la dinastía reinante.
El abuelo materno de Ragnvald, Ónæmr, se menciona en otras dos piedras rúnicas de Uppland, U 328 y U 336. La piedra rúnica U 328 relata que Ragnvaldr tenía dos tías, Gyríðr y Guðlaug. Además U 336 añade que Ulf de Borresta, un conocido maestro grabador que recibió danegelds en Inglaterra, era sobrino paterno de Ónæm y por eso primo hermano de Ragnvald. Probablemente es el mismo Ragnvaldr cuya muerte se en las inscripciones rúnicas de Hargs bro, lo que le conectaría con Estrid y el adinerado clan de Jarlabanke.
Considerando el contexto de Ragnvald no es sorprendente que erigiera una piedra para conmemorar que había sido un oficial de la guardia varega, era un jefe de clan rico que llevaría muchos soldados ambiciosos a Grecia.
Transliteración latina:
Cara A: * rahnualtr * lit * rista * runar * efR * fastui * moþur * sina * onems * totR * to i * aiþi * kuþ hialbi * ant * hena *
Cara B: runa * rista * lit * rahnualtr * huar a × griklanti * uas * lis * forunki *
Transcripción al nórdico antiguo:
Cara A: Ragnvaldr let rista runaR æftiR Fastvi, moður sina, Onæms dottiR, do i Æiði. Guð hialpi and hænnaR.
Cara B: RunaR rista let Ragnvaldr. VaR a Grikklandi, vas liðs forungi.
Traducción:
Cara A: "Ragnvaldr mandó grabar las runas en memoria de Fastvé, su madre, la hija de Ónæmr, (que) murió en Eið. Que Dios ayude a su espíritu."
Cara B: "Ragnvaldr mandó grabar las runas; estuvo en Grecia, fue comandante en la guardia real."

### U 136
La piedra rúnica U 136 es una de las piedras rúnicas de Broby bro y forma un conjunto monumental junto a la piedra U 135. Además es una de las dos piedras rúnicas de Jarlabanke que mencionan viajes al extranjero, junto con la piedra U 140. Es una piedra gris oscura de 1,73 m de alto y 0,85 m de ancho con decoración del estilo Pr2 En 1857 Richard Dybeck anotó que se había descubierto en el suelo cinco años atrás. Una pequeña parte sobresalía del suelo cuando el terreno fue arado y así fue descubierta por el agricultor, que la levantó y dejó en pie en el mismo lugar. Algunas pequeños trozos se desprendieron accidentalmente al alzarla y la parte superior de algunas runas se perdieron.
La piedra originalmente fue erigida por una dama rica llamada Ástríðr en memoria de su marido Eysteinn, y Sawyer sugiere que tiene que haber sido una de varias piedras hechas durante un litigio por una herencia. No se sabe con certeza la razón por la que Eysteinn fue a Grecia y a Jerusalén, porque la palabra sœkja (registrada como sotti, en pasado) es interpretable. Significa «buscar» pero también puede significar «atacar», como en las piedras Sö 166 y N 184, pero también «visitar» o «viajar». Por lo tanto Eysteinn podría identificarse como uno de los primeros sueones que peregrinaron hacia Jerusalén, pero Jesch aduce que a juzgar por los ejemplos de otras inscripciones la acepción de «atacar» es la más probable. La traducción de sœkja del proyecto Rundata también es atacar.
Transliteración latina:
× astriþr × la(t) + raisa × staina × þasa × [a]t austain × buta sin × is × suti × iursalir auk antaþis ub i × kirkum
Transcripción al nórdico antiguo:
Æstriðr let ræisa stæina þessa at Øystæin, bonda sinn, es sotti IorsaliR ok ændaðis upp i Grikkium.
Traducción:
"Ástríðr mandó erigir estas piedras en memoria de Eysteinn, su marido, que atacó Jerusalén y encontró su final en Grecia."

### U 140
La piedra U 140 está en la parroquia de Täby, en Broby, cerca de las piedras U 136 y U 150. Se trata de un fragmento de granito decorado en el estilo Ringerike (Pr2). Fue descubierta por Richard Dybeck entre los cimientos de una pequeña edificación. Dybeck buscó sin éxito el resto de la piedra. Inicialmente el fragmento se trasladó a una ladera junto a la carretera entre Hagby y la iglesia de Täby, pero en 1930 se trasladaron junto a la carretera. Es una de las dos piedras rúnicas de Jarlabanke que mencionan a hombres que viajaron al extranjero.
Transliteración latina:
× ...la×b(a)... ... han : entaþis * i kirikium
Transcripción al nórdico antiguo:
[Iar]laba[nki] ... Hann ændaðis i Grikkium.
Traducción:
"Jarlabanki ... él encontró su fin en Grecia."

### U 201
La piedra rúnica U 201 de granito rojo es del Estilo Pr1 y fue realizada por el mismo maestro grabador que U 276. Mide 1,17 m de alto y 1,16 m de ancho y está en el exterior del muro de la sacristía de la iglesia de Angarn a 0,74 m por encima del suelo. Johannes Bureus (1568–1652) mencionó la piedra, pero por razones desconocidas fue pasada por alto en la búsqueda nacional de monumentos históricos de 1667–1684. Dos de los hombres mencionados en la piedra tienen nombres que eran desconocidos y que se han reconstruido como Gautdjarfr y Sunnhvatr basándose en elementos conocidos de otros nombres nórdicos.
Transliteración latina:
* þiagn * uk * kutirfR * uk * sunatr * uk * þurulf * þiR * litu * risa * stin * þina * iftiR * tuka * faþur * sin * on * furs * ut i * krikum * kuþ * ialbi ot ans * ot * uk * salu
Transcripción al nórdico antiguo:
Þiagn ok GautdiarfR(?) ok Sunnhvatr(?) ok ÞorulfR þæiR letu ræisa stæin þenna æftiR Toka, faður sinn. Hann fors ut i Grikkium. Guð hialpi and hans, and ok salu.
Traducción:
"Þegn y Gautdjarfr(?) y Sunnhvatr(?) y Þórulfr, mandaron erigir esta piedra en memoria de Tóki, su padre. El falleció en el extranjero en Grecia. Que Dios ayude a su espíritu, espíritu y alma."

### U 270
La piedra rúnica U 270 fue descubierta en Smedby cerca Vallentuna fue descrita y dibujada por Johan Hadorph y su asistente para Johan Peringskiöld, durante la búsqueda nacional de monumentos históricos de 1667–84. Richard Dybeck registró que en 1867 que él había visto la piedra intacta tres años atrás, pero que se había enterado de que había sido usada para la construcción de unos cimientos en 1866. Dybeck denunció al granjero responsable y la acusación fue continuada por la real academia sueca de las letras, historia y antigüedades. En la documentación del juicio quedó registrado que la roca que se encontraba en la hacienda se voló tres veces para reducirla a pedazos que se utilizaron en la construcción de unos cimientos. Se consideró que la reconstrucción de la piedra rúnica era imposible. La roca medía 2,5 m y 1,2 m de ancho, y fue erigida por una hija en memoria de su padre que al parecer viajó a Grecia.
Transliteración latina
[ikiþur- isina... ...-- * stiu nuk * at * kiatilu... faþur * sin krikfarn * k...]
Transcripción al nórdico antiguo:
Ingiþor[a] ... ... <stiu> ok at Kætil..., faður sinn, Grikkfara(?) ...
Traducción:
"Ingiþóra ... ... y en memoria de Ketill-... su padre, (a) viajero a Grecia(?) ..."

### U 358
La piedra rúnica U 358, de estilo RAK, fue mencionada por primera vez por Richard Dybeck que descubrió la piedra entre los cimientos del campanario de la iglesia de Skepptuna. Los feligreses no le permitieron destapar por completo la inscripción, y posteriormente la piedra quedó enterrada en el suelo. Hasta 1942 no se la sacó del muro del campanario y fue erigida de nuevo a unos pasos de allí. La piedra es de granito gris claro, se alza 2,05 metros por encima del suelo y mide 0,78 m de ancho. El que encargó la piedra se llamaba Folkmarr, que era un nombre desconocido para la época vikinga escandinava, aunque se sabe que existía poco después de ella, y que era un nombre común en las lenguas germánicas occidentales, especialmente entre los francos.
Transliteración latina:
fulkmar × lit × risa × stin × þina × iftiR × fulkbiarn × sun × sin × saR × itaþis × uk miþ krkum × kuþ × ialbi × ans × ot uk salu
Transcripción al nórdico antiguo:
Folkmarr let ræisa stæin þenna æftiR Folkbiorn, sun sinn. SaR ændaðis ok með Grikkium. Guð hialpi hans and ok salu.
Traducción:
"Folkmarr encargó erigir esta piedra en memoria de Folkbjörn, su hijo. El también encontró su final entre los griegos. Que Dios ayude a su espíritu y alma."

### U 374
La piedra U 374 se encontraba en Örby. En 1673, durante la búsqueda nacional de monumentos históricos, Abraham Winge informó que había en pie dos piedras rúnicas en Örby. En 1684 Peringskiöld fue a Örby para documentarlas y dibujarlas pero solo encontró en pie una de ellas (U 373). Y descubrió la segunda, o tal vez una tercera, U 374, como parte inferior de una chimenea. El uso de la piedra como hogar deterioró la inscripción, y la última vez que alguien registró haberla visto fue en 1728. Por lo tanto el dibujo de Peringskiöld es la única documentación que queda de cómo era la inscripción. La piedra medía 1,5 m de alto 0,88 m de ancho, y se atribuyó al maestro grabador Åsmund Kåresson.
Transliteración latina:
[... litu ' rita : stain þino * iftiR * o-hu... ...an hon fil o kriklontr kuþ hi-lbi sal...]
Transcripción al nórdico antiguo:
... letu retta stæin þenna æftiR ... ... Hann fell a Grikklandi. Guð hi[a]lpi sal[u].
Traducción:
"... mandó erigir esta piedra en memoria de ... ... Él cayó en Grecia. Que Dios ayude a (su) alma."

### U 431
La piedra rúnica U 431 fue descubierta en 1889, como U 430, en un campo que pertenecía a la posada de Åshusby cuando se volaron las rocas con objeto de preparar el terreno para el cultivo. Como la piedra estaba volcada con la inscripción hacia abajo no podía verse hasta que la explosión le dio la vuelta. Tras el descubrimiento la piedra se reparó ensamblándola con cemento y se trasladó al atrio de la iglesia de Norrsunda. Es una piedra de gneiss gris azulado que mide 1, 95 m de alto y 0,7 m de ancho. Su superficie es inusualmente suave. Está decorada en el estilo Ringerike (Pr2) y se atribuyó al maestro grabador Åsmund Kåresson. Se erigió por un padre y una madre, Tófa y Hemingr, en memoria de su hijo Gunnarr, que murió «entre los griegos». Destaca por ser muy infrecuente que se mencione a la madre antes que al padre.
Transliteración latina:
tufa auk hominkr litu rita stin þino ' abtiR kunor sun sin ' in -- hon u(a)R ta(u)-(r) miR krikium ut ' kuþ hialbi hons| |salu| |uk| |kuþs m--(i)(R)
Transcripción al nórdico antiguo:
Tofa ok HæmingR letu retta stæin þenna æftiR Gunnar, sun sinn. En ... hann vaR dau[ð]r meðr Grikkium ut. Guð hialpi hans salu ok Guðs m[oð]iR.
Traducción:
"Tófa y Hemingr encargaron erigir esta piedra en memoria de Gunnarr, su hijo, y ... murió en el extranjero entre los griegos. Que Dios y la madre de Dios ayuden a su alma."

### U 446
El fragmento de la piedra rúnica U 446 de Droppsta se conoce solo por un documento realizado durante la búsqueda nacional de monumentos históricos del siglo XVII. Durante la preparación de la sección de Uppland del Sveriges runinskrifter (1940–1943) los expertos buscaron sin éxito cualquier resto de la piedra. El fragmento era lo que quedaba de la parte inferior de una piedra rúnica que parece haber tenido la inscripción dividida en dos partes. El fragmento parece que medía 1,10 m de alto y 1,2 m de ancho, y estaba decorado en el estilo Urnes, en las formas Pr3 o Pr4. Las runas de la inscripción isifara se han interpretado como æist-fari que significa «viajero a Estonia», término ya conocido por una inscripción de Södermanland, pero queda como indescifrado para el proyecto Rundata.
Transliteración latina:
[isifara * auk * ...r * sin * hon tu i krikum]
Transcripción al nórdico antiguo:
<isifara> ok ... sinn. Hann do i Grikkium.
Traducción:
"<isifara> y ... su. Él murió en Grecia."

### U 518
La piedra rúnica U 518 es una roca de granito alargada con una inscripción en estilo RAK Está situada en una ladera boscosa a unos 700 m al noreste del edificio principal de la hacienda Västra Ledinge. La piedra se dio a conocer por Richard Dybeck en varias publicaciones en los años 1860, cuando recientemente había sido rota en varios trozos que estaban tirados en el suelo. En 1942 la piedra fue restaurada y erigida de nuevo en su localización original. 
La estela se hizo en memoria de tres hombres, de los cuales dos murieron en Grecia, mientras que el tercero, Freygeirr, murió en un lugar que se registra como i silu × nur y que ha sido objeto de polémica. Richard Dybeck sugiere que puede referirse a la hacienda cercana de Skällnora o al lago Siljan, mientras que Sophus Bugge identifica el lugar como el norte de Saaremaa (Øysilu nor), y Erik Brate considera que podría ser Salo, actualmente en Finlandia. La opinión más aceptada actualmente, que es la que consta en Rundata, viene de estudios más recientes realizados por Otterbjörk (1961) que cree que se refiere al estrecho de la isla Selaön del lago Mälaren.
Transliteración latina:
þurkir × uk × suin × þu litu × risa × stin × þina × iftiR × urmiR × uk × urmulf × uk × frikiR × on × etaþis × i silu × nur × ian þiR antriR × ut i × krikum × kuþ ihlbi --R(a) ot × uk salu
Transcripción al nórdico antiguo:
Þorgærðr ok Svæinn þau letu ræisa stæin þenna æftiR OrmæiR ok Ormulf ok FrøygæiR. Hann ændaðis i Silu nor en þæiR andriR ut i Grikkium. Guð hialpi [þæi]Ra and ok salu.
Traducción:
"Þorgerðr y Sveinn mandaron erigir esta piedra en memoria de Ormgeirr y Ormulfr y Freygeirr. Él encontró su final en el estrecho de Sila (Selaön), y los otros en el extranjero en Grecia. Que Dios ayude a sus espíritus y almas."

### U 540
La estela rúnica U 540 es del estilo Urnes (Pr4) y atribuida al maestro grabador Åsmund Kåresson. Está calvada con hierros al muro norte de la iglesia de Husby-Sjuhundra, pero cuando Johannes Bureus la documentó por primera vez en 1638 se usaba como suelo del umbral del atrio de dicha iglesia. Todavía estaba en el umbral en 1871 cuando Richard Dybeck fue a verla, dispuso que se destapara la inscripción completamente para poder hacer un molde de ella. En 1887 la feligresía decidió extraer las dos piedras que había en la iglesia, U 540 y U 541, con la ayuda financiera de la real academia sueca de las letras, historia y antigüedades, con lo que se sacaron las piedras y se adosaron al muro norte. La estela es de arenisca roja y mide 1,50 m de alto y 1,13 m de ancho. Varias partes de la piedra y la inscripción se han perdido debido a su uso como umbral.
Una teoría propuesta por el germanista F. A. Braun (1910), basada en las piedras U 513, U 540, Sö 179 y Sö 279, propone que el apenado Ingvar es la misma persona que Ingvar el Viajero, el hijo del rey sueco Emund el Viejo. Braun apunta que las piedras fueron erigidas en una Husby, una residencia real, y que los nombres Eiríkr (Eric) y Hákon eran bastante raros en Suecia, pero conocidos en la dinastía real. Önundr sería Anund Gårdske, que se crio en Rusia, mientras que Eiríkr podría ser uno de los dos pretendientes llamados Eric, y Hákon sería Haakon el Rojo. Estas identificaciones de los tres hombres, Eiríkr, Hákon e Ingvarr también aparece en la obra de referencia Nordiskt runnamnslexikon (2002), donde se añade que se cree que Eiríkr aparecería también en las piedras de Hillersjö y U 20. Además se identifica a Hákon como el que encargó las piedras Ög 162 y Ög Fv1970;310.
Transliteración:
airikr ' auk hokun ' auk inkuar aukk rahn[ilt]r ' þou h--... ... ...-R ' -na hon uarþ [tau]þ(r) [a] kriklati ' kuþ hialbi hons| |salu| |uk| |kuþs muþi(R)
Transcripción al nórdico antiguo:
ÆirikR ok Hakon ok Ingvarr ok Ragnhildr þau ... ... ... ... Hann varð dauðr a Grikklandi. Guð hialpi hans salu ok Guðs moðiR.
Traducción:
"Eiríkr y Hákon y Ingvarr y Ragnhildr, ellos ... ... ... ... Él murió en Grecia. Que Dios y la madre de Dios ayuden a su alma."

### U 792
La piedra rúnica U 792 está decorada en el estilo Fp y se atribuye al maestro grabador Balle. Es de granito gris y mide 1,65 m de alto y 1,19 m de ancho. Se erigió originalmente junto a una segunda piedra a cada lado del camino del Eriksgata donde se pasaba un vado, a unos 300 m de la actual granja Ulunda. El Eriksgata era el camino que los reyes suecos recién elegidos recorrían alrededor del país para ser aceptados por las asambleas locales. La primera vez que se documentó la piedra fue Johannes Bureus en el siglo XVII, y después lo hizo en el mismo siglo Johan Peringskiöld, quien consideró que se trataba de una piedra destacable por haberse erigido en memoria de un rey petty, o jefe guerrero, de la época pagana. Cuando Richard Dybeck visitó la piedra en 1863, se había inclinado considerablemente, y en 1925 se informó que había caído al arroyo. Y permaneció tirada hasta que en 1946 el consejo nacional sueco del patrimonio encargó que se levantara. Fue erigida en memoria de un hombre (probablemente llamado Haursi) por su hijo y su cuñado. Haursi habría vuelto de Grecia enriquecido, por lo que dejaría una gran fortuna a su hijo.
Transliteración latina:
kar lit * risa * stin * þtina * at * mursa * faþur * sin * auk * kabi * at * mah sin * fu- hfila * far * aflaþi ut i * kri[k]um * arfa * sinum
Transcripción al nórdico antiguo:
Karr let ræisa stæin þenna at Horsa(?), faður sinn, ok Kabbi(?)/Kampi(?)/Kappi(?)/Gapi(?) at mag sinn. Fo[r] hæfila, feaR aflaði ut i Grikkium arfa sinum.
Traducción:
"Kárr encargó erigir esta piedra en memoria de Haursi(?), su padre; y Kabbi(?)/Kampi(?)/Kappi(?)/Gapi(?) en memoria de su pariente por matrimonio. Viajó competentemente; ganó riquezas en el extranjero en Grecia para su herencia."

### U 922
La piedra rúnica U 922 es del estilo Pr4 (Urnes) y mide 2,85 m de alto y 1,5 de ancho. Está oculta bajo el suelo de la Catedral de Upsala, junto a la tumba del rey Gustavo I de Suecia. Su existencia fue documentada por Johannes Bureus en 1594, y en 1666 Johannes Schefferus comentó que la piedra era una de las muchas piedras rúnicas que se habían considerado paganas y que por eso habían sido usadas como material de construcción de la catedral. Schefferus consideró que U 922 era la más notable de estas piedras y se lamentó de que parte de ella estuviera bajo un pilar y por ello no pudiera ser leída por completo. En 1675 Olof Verelius descubrió que fue hecha en memoria de un viajero a Grecia, aunque ya el viajero Aubrey de la Motraye escribió en 1712 que le habían dicho que fue en memoria de un viajero a Jerusalén. El último experto que informó que la inscripción era visible fue Olof Celsius en 1729, y parece ser que pronto fue cubierta por la nueva capa de suelo. En 1950 el profesor Elias Wessén y el conservador de antigüedades del condado solicitaron que se sacara para ser analizada mejor junto a otras tres piedras rúnicas más, pero la petición fue rechazada por el consejo real de construcción (KBS) por razones de seguridad.
Uno de los protagonistas de la inscripción, Ígulbjörn, también aparece en una segunda piedra rúnica de la catedral de Upsala, U 925, hecha por el propio Ígulbjörn en memoria de su hijo GagR que murió «en el sur», probablemente refiriéndose al imperio bizantino.
Transliteración latina:
ikimuntr ' uk þorþr * [iarl ' uk uikibiarn * litu ' risa * stain ' at] ikifast * faþur [* sin sturn*maþr '] sum ' for ' til * girkha ' hut ' sun ' ionha * uk * at * igulbiarn * in ybiR [* risti *]
Transcripción al nórdico antiguo:
Ingimundr ok Þorðr, Iarl ok Vigbiorn(?) letu ræisa stæin at Ingifast, faður sinn, styrimaðr, sum for til Girkia ut, sunn Iona(?), ok at Igulbiorn. En ØpiR risti.
Traducción:
"Ingimundr y Þórðr (y) Jarl y Vígbjôrn(?) encargaron erigir la piedra en memoria de Ingifastr, su padre, un capitán que viajó al extranjero a Grecia, el hijo de Ióni(?); y en memoria de Ígulbjôrn. Y Œpir lo grabó."

### U 956
La piedra rúnica U 956 fue grabada por el maestro Åsmund Kåresson en el estilo Urnes (Pr3). Se erige en Vedyxa cerca de Upsala, a unos 800 m al este de un cruce de caminos de la carretera de Lövsta y la carretera del condado entre Upsala y Funbo. La piedra es de granito gris y tiene una forma poco frecuente con dos superficies planas y un ángulo obtuso entre ellas. La inscripción es tiene 2,27 m de alto de la cual la parte superior mide 1,37 m y la parte inferior 0,9 m, y su anchura es de 0,95 m.
Fue documentada por primera vez por Johannes Haquini Rhezelius (en 1666), y más tarde por Johan Peringskiöld (1710), que comento que la inscripción era legible a pesar de que había sido partida en dos. A diferencia de los expertos modernos, Peringskiöld encontraba conexión entre esta piedra, y las otras piedras griegas, con las guerras góticas del sureste de Europa, que se produjeron a partir del siglo III. Olof Celsius visitó la piedra tres veces, y la última en 1726 junto a su sobrino Anders Celsius. Olof Celsius señaló que Peringskiöld estaba equivocado y que la piedra estaba intacta a pesar de dar la impresión de estar rajada en dos, y la misma observación la hizo Richard Dybeck en 1866.
Transliteración latina:
' stniltr ' lit * rita stain þino ' abtiR ' uiþbiurn ' krikfara ' buanta sin kuþ hialbi hos| |salu| |uk| |kuþs u muþiR osmuntr kara sun markaþi
Transcripción al nórdico antiguo:
Stæinhildr let retta stæin þenna æptiR Viðbiorn Grikkfara, boanda sinn. Guð hialpi hans salu ok Guðs <u> moðiR. Asmundr Kara sunn markaði.
Traducción:
"Steinhildr mandó erigir esta piedra en memoria de Viðbjôrn, su marido, un viajero a Grecia. Que Dios y la madre de Dios ayuden a su alma. El hijo de Ásmundr Kári lo marcó."

### U 1016
La piedra rúnica U 1016 es de granito gris claro, mide 1,91 m de alto y 1,62 m de ancho. La se encuentra en un bosque a 5 m al oeste de la carretera del pueblo de Fjuckby, a 50 m del cruce de caminos y a unos cien metros al sursureste de la granja Fjuckby. El primer experto que mencionó la piedra fue Johannes Bureus, que visitó la piedra el 19 de junio de 1638. Varios expertos visitaron la piedra durante los siguientes siglos, como Rhezelius en 1667, Peringskiöld en 1694, Olof Celsius en 1726 y 1738. En 1864 Richard Dybeck apuntó que esta piedra rúnica al igual que varias en los alrededores se volvieron a levantar ese verano.
Partes de la ornamentación se ha perdido por la descamación, que probablemente ocurrió en el siglo XVII, pero la inscripción ha permanecido intacta. Su decoración se ha clasificado con reservas en el estilo Pr2, pero Wessén y Jansson (1953–1958) consideran que su ornamentación es inusual y diferente de las otras piedras rúnicas del distrito. Otras piedras estilo similar son la piedra de Vang y la piedra de Alstad en Noruega, y Sö 280 y U 1146 en Suecia. Este estilo casa mejor con la madera y el metal y probablemente pocos maestros grabadores intentarían aplicarlo a la piedra.
De forma similar a la inscripción de U 1011, su inscripción rúnica usa el término stýrimaðr como un título que se traduce como «capitán». Otras piedras usan esta término aparentemente para describir el trabajo del piloto de un barco. Ha habido varias interpretaciones diferentes de algunas partes de la inscripción, pero las dos siguientes son las que aparecen en Rundata (2008):
Transliteración latina:
§P * liutr : sturimaþr * riti : stain : þinsa : aftir : sunu * sina : sa hit : aki : sims uti furs : sturþ(i) * -(n)ari * kuam *: hn krik*:hafnir : haima tu : ...-mu-... ...(k)(a)(r)... (i)uk (r)(u)-(a) * ...
§Q * liutr : sturimaþr * riti : stain : þinsa : aftir : sunu * sina : sa hit : aki : sims uti furs : sturþ(i) * -(n)ari * kuam *: hn krik * : hafnir : haima tu : ...-mu-... ...(k)(a)(r)... (i)uk (r)(u)-(a) * ...
Transcripción al nórdico antiguo:
§P Liutr styrimaðr retti stæin þennsa æftiR sunu sina. Sa het Aki, sem's uti fors. Styrði [k]nærri, kvam hann GrikkhafniR, hæima do ... ... hiogg(?) ru[n]aR(?) ...
§Q Liutr styrimaðr retti stæin þennsa æftiR sunu sina. Sa het Aki, sem's uti fors. Styrði [k]nærri, kvam hann Grikkia. HæfniR, hæima do ... ... hiogg(?) ru[n]aR(?) ...
Traducción:
§P "Ljótr el capitán erigió esta piedra en memoria de sus hijos. Él que falleció en el extranjero se llamaba Áki. Gobernó un barco de carga; llegó a los puertos griegos; murió en casa ... ... cortó las runas ..."
§Q "Ljótr el capitán erigió esta piedra en memoria de sus hijos. Él que falleció en el extranjero se llamaba Áki. Gobernó un barco de carga; llegó a Grecia. Hefnir murió en casa ... ... cortó las runas ..."

### U 1087
La piedra rúnica U 1087 era excepcionalmente grande e imponente, realizada en el estilo Urnes (Pr4), pero desapareció. Antes de ello fue estudiada y descrita por varios expertos como Bureus, Rhezelius, Peringskiöld y finalmente Olof Celsius en 1726.
Peringskiöld comentó que la piedra se reclinaba hacia atrás en un huerto de lúpulo en la granja oriental de Lövsta, lo que fue corroborado posteriormente por Celius en 1726. Stolpe trató de encontrarla, anotó que 1869 que el propietario del terreno conocía existencia de la piedra y pero después informó que estaba completamente cubierta por el suelo. En 1951 un runólogo intentó localizarla pero no tuvo éxito.
La inscripción tenía una runa kaun punteada poco frecuente en la palabra girkium (Grecia), en común con la U 922. La única dificultad encontrada en su interpretación es la secuencia onar. Rhezelius la considera un nombre, Onarius, que pertenecería al tercer hijo, mientras que Verelius, Peringskiöld, Dijkman y Celsius la interpretan como un pronombre annarr que significa «el otro» y se refería a Ótryggr, interpretación apoyada por Wessén y Jansson (1953–1958), y por Rundata.
Transliteración latina:
[fastui * lit * risa stain * iftiR * karþar * auk * utirik suni * sino * onar uarþ tauþr i girkium *]
Transcripción al nórdico antiguo:
Fastvi let ræisa stæin æftiR Gærðar ok Otrygg, syni sina. Annarr varð dauðr i Grikkium.
Traducción:
"Fastvé mandó erigir la piedra en memoria de Gerðarr y Ótryggr, sus hijos. El otro (= el último) murió en Grecia."

## Södermanland
Hay siete piedras rúnicas en Södermanland que relatan viajes a Grecia. Dos de ellas parecen mencionar a comandantes de la guardia varega y una segunda habla de un thegn, un guerrero de alto rango, que luchó y murió junto a los griegos.

### Sö Fv1954;20
La piedra rúnica Sö Fv1954;20 se descubrió en 1952 a unos 500 metros oeste-suroeste de la mansión Nolinge cuando se araban los campos, junto a otra piedra sin inscripción. Por lo que formaba parte de un monumento doble en el que estaban situadas las dos piedras a ambos lados, a dos o tres metros, de un importante camino local donde marcaban un vado. Ambas piedras habían perdido su parte superior midiendo actualmente 1,52 m (sobresaliendo 1,33 m del suelo) y 0,55 m de ancho. Su decoración se clasifica en el estilo RAK.
Transliteración latina:
biurn : lit : risa : stin : i(f)... ... ... ...r : austr : i : kirikium : biurn hik
Transcripción al nórdico antiguo:
Biorn let ræisa stæin æf[tiR] ... ... [dauð]r austr i Grikkium. Biorn hiogg.
Traducción:
"Bjôrn encargó erigir esta piedra en memoria de ... ... murió en el este de Grecia. Bjôrn la cortó."

### Sö 82
La piedra rúnica Sö 82 es de granito y mide 1,18 m de alto y 1,30 m de ancho. Anteriormente estuvo bajo el suelo de madera del umbral de la iglesia de Tumbo church, y la parte superior estaba dentro del muro del atrio. Por ello la mayoría de la inscripción de su decoración se ha destruido, pero queda lo suficiente para ser clasificado en el estilo Fp o Pr1 (estilo Ringerike). Una parte de la inscripción contiene runas cifradas.
La inscripción dice que la piedra fue erigida por un tal Vésteinn en memoria de su hermanoin Freysteinn que murió en Grecia, y según Omeljan Pritsak, Freysteinn sería un comandante de la guardia varega. En la decoración hay una imagen de una bestia-lobo en el centro que toca la inscripción en el nombre de Freysteinn y que tiene sus garras en las palabras «está muerto» o «murió». Hay un conocida figura retórica, kenning, de la poesía en nórdico antiguo que significa haber muerto en batalla que se expresa de la forma «el lobo se alimentó», por lo que la combinación del texto y la imaginería hace pensar que Freysteinn murió durante una batalla en Grecia.
Aunque las imágenes del monumento incluye una cruz cristiana, los dos nombres personales están relacionados con el paganismo nórdico. Þorsteinn consta de dos elementos que significan la «piedra de Thor» mientras que Vésteinn incluye la palabra vé, un templo o santuario, y usado para una persona significa sagrado, siendo el nombre completo «piedra sagrada».
Transliteración latina:
[+] ui--(a)n [× (b)a-]iR × (i)þrn + RftRh × fraitRn × bruþur × [is](R)n × þuþR × kRkum (×) [þulR × iuk × uln ×]
Transcripción al nórdico antiguo:
Vi[st]æinn <ba-iR> <iþrn> æftiR Frøystæin, broður sinn, dauðr [i] Grikkium. Þuli(?)/ÞulR(?) hiogg <uln>.
Traducción:
"Vésteinn ... en memoria de Freysteinn, su hermano, (que) murió en Grecia. Þuli(?)/Þulr(?) cortó ..."

### Sö 85
La piedra rúnica Sö 85 es del estilo KB, es de granito y mide 1,23 m de alto. Se descubrió junto a un pequeño arroyo en 1835 pero estaba rota. Algunos trozos se llevaron a Munkhammar y Mälhammar donde fueron usados para construir chimeneas. Los siete trozos restantes fueron llevados a Västerby en 1855 para protegerlos con una valla, pero cuando iba a ser estudiada por expertos en 1897 solo quedaban cuatro de los trozos. Una asociación local de anticuarios se encargó de ensamblar los cuatro fragmentos restantes para que permanecieran en Västerby.
Transliteración latina:
: ansuar : auk : ern... ... [: faþur sin : han : enta]þis : ut i : krikum (r)uþr : ---...unk------an-----
Transcripión al nórdico antiguo:
Andsvarr ok Ærn... ... faður sinn. Hann ændaðis ut i Grikkium ... ...
Traducción:
"Andsvarr y Ern-... ... su padre. Él encontró su final en el extranjero en Grecia. ... ..."

### Sö 163
La estela rúnica Sö 163 es de gneiss gris y está decorada en estilo Fp, mide 1,22 m de alto y 1 m de ancho. La piedra se registró por primera vez durante la búsqueda nacional de monumentos históricos de 1667–84 y Peringskiöld anotó que estaba cerca del pueblo de Snesta entre Ryckesta y la carretera. En 1820 se informó que la piedra mostraba serios daños y estaba casi enterrada por estar a un lado de la carretera local. George Stephens informó en 1857 que se había trasladado en 1830 de su anterior ubicación, un montículo funerario en un sendero cerca Ryckesta, a la avenida de la mansión Täckhammar y se había vuelto a erigir en una ladera arbolada a unos 14 pasos de la carretera.
El nombre del hombre que erigió originalmente la piedra se escribe con runas þruRikr y se identifica con Þrýríkr por Sophus Bugge que interpretó el primer elemento como el nombre þrýð- que deriva de *þrūði- y corresponde con el término del antiguo inglés þrýðu y el islandés þrúð- («poder», «fuerza»), conectados con el nombre del dios Thor. Este análisis fue aceptado por Brate y Wessén aunque apuntaron que el nombre contiene R en lugar de la esperada r, mientras que en Rundata se da una forma ligeramente diferente, Þryðríkr.
La piedra fue erigida en memoria de dos hijos, uno de ellos fue a Grecia donde «dividió oro», una expresión que también aparece en la piedra Sö 165. Esto puede significar tanto que fue el responsable de distribuir los pagos de la guardia varega o que tomó parte en la división de un botín. Düwel has sugerido que la expresión es el equivalente a la de la ruta este gjaldi skifti (dividió pagos) que aparece en la piedra cercana Sö 166 que habla de los pagos que se hacían en Inglaterra a los vikingos (véase también U 194, U 241 y U 344). Si fuera así la expresión podría significar que se conmemora a un hombre que recibió pagos similares.
Transliteración latina:
þruRikr : stain : at : suni : sina : sniala : trakia : for : ulaifr : i : krikium : uli : sifti :
Transcripción al nórdico antiguo:
ÞryðrikR stæin at syni sina, snialla drængia, for OlæifR/GullæifR i Grikkium gulli skifti.
Traducción:
"Þryðríkr (erigió) la piedra en memoria de sus hijos, hombres capaces y valientes. Óleifr/Gulleifr viajó a Grecia, dividió oro."

### Sö 165
La piedra rúnica Sö 165 se cataloga dentro del estilo RAK. Es de granito grís y mide 1,61 m de alto y 0,57 m de ancho. La piedra se registró por primera vez durante la búsqueda nacional de monumentos históricos (1667–81) y entonces se erigía junto a varias otras piedras. Posteriormente la piedra se trasladó y se colocó junto a Sö 166 en una acequia al suroeste de la granja de Grinda.
La erigió una madre, Guðrun, en memoria de su hijo, Heðinn. Como la piedra rúnica Sö 163, menciona que el hombre aludido fue a Grecia y "dividió oro", lo que puede referirse a que se encargaba de distribuir la paga de la guardia varega, a la división de un botín o haber recibido un tributo. La inscripción está compuesta en forma de poema fornyrðislag.
Transliteración latina:
kuþrun : raisti : stain : at : hiþin : uaR : nafi suais : uaR : han :: i : krikum iuli skifti : kristr : hialb : ant : kristunia :
Transcripción al nórdico antiguo:
Guðrun ræisti stæin at Heðin, vaR nefi Svæins. VaR hann i Grikkium, gulli skifti. Kristr hialp and kristinna.
Traducción:
"Guðrún erigió la piedra en memoria de Heðinn; (él) era el nieto de Sveinn. Él estuvo en Grecia, dividió oro. Que Cristo ayude a los espíritus cristianos.

### Sö 170
La piedra rúnica Sö 170 está hecha en granito gris y se erige al norte de la antigua carretera de Nälberga. Mide 1,85 m de alto y 0,80 m de ancho. Se ha clasificado en el estilo RAK y algunas de sus runas están cifradas en forma de runas rama. La inscripción dice que un hombre murió con los griegos en una localización que no se ha podido identificar claramente a pesar de los estudios realizados de las runas cifrazas. Läffler (1907) sugiere que la localización debe interpretarse como Ίϑὡμη que era el nombre de una ciudad en Tesalia y una fortaleza en Mesenia, también llamada Θὡμη.
Omeljan Pritsak (1981) comenta que de los que erigieron el monumento, el hijo más joven de Guðvér a su vez se convertiría en un comandante de las guardia varega a mediados del siglo XI, como muestra la segunda una segunda mención a Guðvér en la piedra Sö 217. Esta piedra se erigió en memoria de un miembro de la guardia real de Guðvér.
Transliteración latina:
: uistain : agmunr : kuþuiR : þaiR : r...(s)þu : stain : at : baulf : faþur sin þrutaR þiagn han miþ kriki uarþ tu o /þum þa/þumþa
Transcripción al nórdico antiguo:
Vistæinn, Agmundr, GuðveR, þæiR r[æi]sþu stæin at Baulf, faður sinn, þrottaR þiagn. Hann með Grikki varð, do a /<þum> þa/<þumþa>.
Traducción:
"Vésteinn, Agmundr (y) Guðvér, ellos erigieron la piedra en memoria de Báulfr, su padre, un Þegn de fuerza. Él estuvo con los griegos; entonces murió con ellos (?) / en <þum>."

### Sö 345
La piedra rúnica Sö 345 se registró en 1667 por primera vez durante la búsqueda de monumentos históricos, y entonces se usaba como peldaño del umbral del porche de la iglesia de Ytterjärna. Probablemente se había usado para este cometido durante mucho tiempo porque según el dibujo que se hizo de ella pocos años más tarde, estaba muy deteriorada. En 1830 en una revisión de la iglesia se anotó que estaba tan gastada que sólo unas pocas runas eran discernibles, y cuando Hermelin dibujó más tarde la piedra señaló que se había rajado en dos. En 1896 el runólogo Erik Brate visitó la piedra y descubrió que uno de los trozos había desaparecido y que el otro estaba apoyado contra el muro de la pared. La pieza que quedaba medía 1,10 m por 1,15 m. Posteriormente la piedra fue restaurada y erigida en el cementerio.
Transliteración latina:
Part A: ... ...in × þinsa × at × kai(r)... ... ...-n * eR * e[n-a]þr × ut - × kr...
Part B: ... ...roþur × ...
Part C: ... ... raisa : ...
Transcripción al nórdico antiguo:
Part A: ... [stæ]in þennsa at GæiR... ... [Ha]nn eR æn[d]aðr ut [i] Gr[ikkium].
Part B: ... [b]roður ...
Part C: ... [let] ræisa ...
Traducción (Las parte B y C que no aparecen en el monumento actual no están traducidas):
"... esta piedra en memoria de Geir-... ... Él ha encontrado su final en el extranjero en Grecia."

## Östergötland
En Östergötland hay dos piedras rúnicas que mencionan Grecia. Destaca la piedra de Piedra rúnica de Högby que describe las muertes de varios hermanos en diferentes partes de Europa.

### Ög 81
Las piedras rúnicas de Högby están emplazadas en la villa de Högby en Östergötland, Suecia, pero el nombre de piedra rúnica de Högby (sueco: Högbystenen) suele adjudicarse a la famosa piedra Ög 81 por su elocuente epitafio en fornyrðislag dedicado a todos los hijos de un tal Gulli, uno de los cuales murió en Grecia. La piedra se encontró en una iglesia durante su demolición en 1874. también se encontraron fragmentos de otras piedras rúnicas. La rundata las ha fechado alrededor del siglo X.

### Ög 94
La piedra rúnica Ög 94 es del estilo Ringerike (Pr1), esculpida en granito rojo y se erige en el antiguo cementerio de la iglesia de Harstad. La piedra mide 2 metros de alto y 1,18 m de ancho en la base. El topónimo Haðistaðir, que se menciona en la inscripción, se refiere a la moderna Haddestad de las cercanías, y también se menciona Grecia como lugar de la muerte de un posible miembro de la guardia varega. Además la última parte de la inscripción donde se menciona la localización de la muerte posiblemente es un poema fornyrðislag.
Transliteración latina:
: askata : auk : kuþmutr : þau : risþu : kuml : þ[i](t)a : iftiR : u-auk : iaR : buki| |i : haþistaþum : an : uaR : bunti : kuþr : taþr : i : ki[(r)]k[(i)(u)(m)]
Transcripción al nórdico antiguo:
Asgauta/Askatla ok Guðmundr þau ræisþu kumbl þetta æftiR O[ddl]aug(?), eR byggi i Haðistaðum. Hann vaR bondi goðr, dauðr i Grikkium(?).
Traducción:
"Ásgauta/Áskatla y Guðmundr, ellos erigieron este monumento en memoria de Oddlaugr(?), que vivía en Haðistaðir. Él era un buen marido; (Él) murió en Grecia(?)"

## Västergötland
En Västergötland hay cinco piedras rúnicas que mencionean viajes al este pero solo una que menciona Grecia.

### Vg 178
La piedra rúnica Vg 178, del estilo Pr1, estaba en el exterior de la iglesia de Kölaby, en el cementerio, a unos diez metros al noroeste del campanario. La piedra gneiss descamado y mide 1,85 m de alto y 1,18 m de ancho.
El registro más antiguo de la piedra está en el inventario de la iglesia de 1829, y dice que la piedra era ilegible. Ljungström documentó en 1861 que estaba en la valla de piedra con la inscripción de cara al cementerio. Cuando Djurklou la visitó en 1869 estaba en el mismo lugar. Djurklou consideró su emplazamiento inadecuado porque parte de la banda rúnica estaba enterrada bajo el suelo, por lo que organizó un grupo de hombres para sacar la piedra de la pared y se erigiera en el cementerio.
Transliteración latina:
: agmuntr : risþi : stin : þonsi : iftiR : isbiurn : frinta : sin : auk : (a)(s)(a) : it : buta : sin : ian : saR : uaR : klbins : sun : saR : uarþ : tuþr : i : krikum
Transcripción al nórdico antiguo:
Agmundr ræisti stæin þannsi æftiR Æsbiorn, frænda sinn, ok Asa(?) at bonda sinn, en saR vaR Kulbæins sunn. SaR varð dauðr i Grikkium.
Traducción:
"Agmundr erigió la piedra en memoria de Ásbjôrn, su pariente; y Ása(?) en memoria de su marido. Y él fue el hijo de Kolbeinn; Él murió en Grecia."

## Småland
Sólo había una piedra rúnica en Småland que mencionara Grecia.

### Sm 46
La piedra rúnica Sm 46 es del estilo RAK y mide 2,05 m de alto y 0,86 de ancho. 
La piedra ya estaba muy deteriorada cuando Rogberg la describió en 1763. Rogberg anotó que se había usado como puente de un arroyo y por lo tanto la piedra se había desgastado tanto que en su mayoría era ilegible, una afirmación que se contradice con representaciones posteriores, aunque como la piedra rúnica había pasado inadvertida por los runólogos del siglo XVII es probable que sí se usara en un puente. En una revista de viajes escrita en 1792 por Hilfeling, se representa por primera vez la parte inferior, aunque el artista no parece haberse dado cuenta de que ambas partes habían estado juntas. En 1822 Liljegren la dibujo. Hay un dibujo superviviente atribuido a él aunque sin firmar. En 1922 el runólogo Kinander supo por un granjero local que unos 40 años antes la piedra había estado incrustada en un puente que formaba parte de la carretera del condado con la inscripción hacia arriba. Alguien decidió sacarla y ponerla junto a la carretera. Kinander quiso verla y le enseñaron una piedra grande y desgastada en un jardín de Eriksstad. Aunque según Kinander ya no era posible encontrar rastro de runas de lo que se suponía era la estela rúnica.
Transliteración latina:
[...nui krþi : kubl : þesi : iftiR suin : sun : sin : im ÷ itaþisk ou*tr i krikum]
Transcripción al nórdico antiguo:
...vi gærði kumbl þessi æftiR Svæin, sun sinn, eR ændaðis austr i Grikkium.
Traducción:
"...-vé hizo este monumento en memoria de Sveinn, su hijo, que encontró su final en el este en Grecia."

## Gotland
Sólo se ha encontrado en Gotland una piedra rúnica que menciona el imperio bizantino. Esto puede ser debido a que se erigieron muy pocas piedras rúnicas en Gotland donde hay más piedras de imágenes, además los gotlandeses se dedicaron principalmente al comercio, pagando un tributo anual a los sueones para su protección militar.

### G 216
G 216 es una piedra de afilar con una inscripción rúnica, que mide 8,5 cm de largo por 4,5 cm de ancho y 3,3 cm de grosor, que se descubrió en 1940. Fue encontrada por un operario a una profundidad de uno 40 cm mientras cavaba para instalar un cable telefónico en Timans del término rural de Roma. Actualmente se encuentra en el museo de antigüedades de Gotland con el número de inventario C 9181. Su datación es del siglo XI, y aunque la interpretación de su mensaje es incierto, los expertos generalmente aceptan el análisis de von Friesen que considera que conmemora el viaje de dos gotlandeses a Grecia, Jerusalén, Icelandia y el mundo musulmán (Serkland).
La inscripción que menciona cuatro lugares tan distantes como los posibles objetivos de una expedición de aventureros escandinavos durante la época vikinga despertó sospechas sobre su autenticidad. Aunque los estudios geológicos y runológicos descartaron cualquier duda sobre su autenticidad. Las piedra tiene la misma pátina que otras piedras de piedras de la época vikinga en toda su superficie y el grabado, y además tiene una runa raído normal con un trazado abierto, algo comúnmente desapercibido por los falsificadores. Más aún, incluso ningún experto en sueco antiguo podría haber hecho tal falsificación escribiendo correctamente krikiaR, porque todos los libros de referencia de la época tenían incorrectamente la forma grikir.
Jansson, Wessén & Svärdström (1978) comenta que el nombre personal usado, Ormika, es lo más interesante para los expertos que sólo era conocido por el Gutasaga, donde es el nombre de un granjero libre que fue bautizado por el rey Olaf II de Noruega en 1029. El primer elemento ormr ("serpiente") es conocido de la tradición de nomenclatura nórdica antigua, pero el segundo elemento es un diminutivo de las germánico occidental, -ikan, y la falta de la -n final sugiere un préstamo del anglosajón o del Frisio antiguo, aunque este nombre no se ha documentado en el área germánica occidental. Los runólogos apreciaron la aparición de la forma nominativa GrikkiaR (Grecia) que no se había documentado mientras que los otros casos habían aparecido en varias piedras. El topónimo Jerusalem aparece en la forma del gútnico antiguo, iaursaliR, mientras que la forma del dialecto occidental del nórdico antiguo, el islandés antiguo, era Jórsalir. La inscripción además muestra la única presencia del nombre de Islandia en inscripciones rúnicas, mientras que hay cinco inscripciones rúnicas en Suecia que mencionan a Serkland.
Transliteración latina:
: ormiga : ulfua-r : krikiaR : iaursaliR (:) islat : serklat
Transcripción al nórdico antiguo:
Ormika, Ulfhva[t]r(?), GrikkiaR, IorsaliR, Island, Særkland.
Traducción:
"Ormika, Ulfhvatr(?), Grecia, Jerusalén, Islandia, Serkland."